# Чокадија (Горж)
Чокадија (рум. Ciocadia) насеље је у Румунији у округу Горж у општини Бенђешти-Чокадија. Oпштина се налази на надморској висини од 339 m.

## Становништво
Према подацима из 2002. године у насељу је живело 809 становника, од којих су сви румунске националности.